# Einar Snitt
Einar Snitt (1905. október 13. –1973. január 2.) svéd válogatott labdarúgó.
A svéd válogatott tagjaként részt vett az 1934-es világbajnokságon és az 1936. évi nyári olimpiai játékokon.